# Gorzkie mleko
Gorzkie mleko (hiszp. La teta asustada) – peruwiańsko-hiszpański dramat filmowy z 2009 roku w reżyserii Claudii Llosy. Film zdobył główną nagrodę Złotego Niedźwiedzia na 59. MFF w Berlinie.
Zdjęcia do filmu były kręcone na ubogich przedmieściach Limy.

## Opis fabuły
Na przedmieściach miasta trwa karnawał. Fausta (Magaly Solier) jest dzieckiem urodzonym z gwałtu – wykarmionym tytułowym „mlekiem smutku”. Gdy jej matka nagle umiera, chcąc pochować ją w mieście, musi wyjechać do Limy, aby zarobić na pochówek. W stolicy zostaje zatrudniona u pianistki jako pomoc domowa.

## Obsada
- Magaly Solier jako Fausta
- Susi Sánchez jako Aída
- Efraín Solís jako Noé
- Marino Ballón jako Tío Lúcido
- Antolín Prieto jako Syn Aídy
- Anita Chaquiri jako Babcia

## Nagrody i wyróżnienia
- 59. MFF w Berlinie
  - Złoty Niedźwiedź
  - Nagroda FIPRESCI
- MFF w Guadalajarze
  - Claudia Llosa otrzymała nagrodę Mayahuel w kategorii najlepszy film (2009)
  - Magaly Solier otrzymała nagrodę Mayahuel w kategorii najlepsza aktorka (2009)
- Festiwal Kina Latynoamerykańskiego w Limie
  - Claudia Llosa otrzymała nagrodę Najlepszy Peruwiański Film (2009)
  - Claudia Llosa otrzymała nagrodę CONACINE (2009)
  - Magaly Solier otrzymała nagrodę Najlepsza Aktorka (2009)
- MFF w Montrealu
  - Claudia Llosa otrzymała nagrodę Quebec Film Critics Award w kategorii najlepszy film (2009)
  - Magaly Solier otrzymała nagrodę Acting Award w kategorii najlepsza aktorka (2009)